# Sânnicolau Mare
Sânnicolau Mare (dle starého pravopisu Sînnicolau Mare) je město v rumunské župě Timiș. Nachází se v oblasti Banátu při hranicích se Srbskem a Maďarskem. Město, ve kterém žije přibližně 11 tisíc obyvatel, je rodištěm hudebního skladatele Bély Bartóka.

## Rodáci
- Karel Dlauhoweský z Dlouhévsi (1844–1907), český šlechtic a rakousko-uherský generál
- Béla Bartók (1881–1945), skladatel
- Hans Röhrich (1899–1988), chirurg a pedagog
- Hans Dama (* 1944), spisovatel
- Werner Kremm (* 1951), novinář
- Anton Sterbling (* 1953), sociolog a pedagog
- Sabrin Sburlea (* 1989), fotbalista